# John Twiggs
John Twiggs (Maryland, 5 giugno 1750 – Contea di Richmond, 29 marzo 1816) è stato un generale statunitense.
Eroe di guerra georgiano, gli è dedicata la contea di Twiggs.

## Biografia

### Famiglia
Nacque nel 1750 nel Maryland, ma i dettagli sulla sua famiglia sono andati perduti (anche se alcune fonti sostengono fosse un discendente dei primi coloni sbarcati all'inizio del XVII secolo a Jamestown). Parve legato fin dalla giovinezza all'illustre famiglia degli Emanuel, che seguì durante la loro emigrazione in Georgia.
Si sposò poi con Ruth Emanuel, dalla quale ebbe quattro figli: Sarah (1784-1856), George (1789-1853), David (1790-1862) e Levi (1793-1847). Tutti i figli maschi avrebbero seguito la carriera militare paterna, col primo divenuto maggiore, il secondo maggior generale all'inizio della guerra di secessione americana e il terzo ucciso in battaglia durante la guerra messico-statunitense.

### Carriera militare
Nel 1775 le Tredici colonie erano sull'orlo della ribellione, e John Twiggs aveva già il grado di capitano. L'anno successivo combatté contro i Cherokee, mentre in seguito contro gli inglesi prima a Savannah e poi a Camden (dove venne ferito), entrambe disastrose sconfitte americane.
Nonostante tutto per il suo servizio venne promosso colonnello, ma fu obbligato a fuggire con la sua famiglia e col generale Elijah Clarke dalle rappresaglie inglesi in Georgia. Nel 1781 venne promosso brigadier generale, e s'impegnò in una campagna di riconquista del suo Stato contro gli inglesi e i nativi americani, azione che lo rese assai popolare col soprannome di Salvatore della Georgia.

### Attività successive
Dopo il termine della guerra si stabilì nella contea di Richmond, dove fondò la piantagione "Good Hope" e si mise a coltivare tabacco tramite l'impiego di molti schiavi (non è noto il numero esatto che possedette; si sa solo che al momento della sua morte ne erano rimasti sette). Twiggs continuò ad acquisire numerose terre ad ovest, e rimase vittima dello scandalo dello Yazoo, contro il quale in seguito si impegnò molto assieme alla cittadinanza truffata.
Nel 1791 venne promosso maggior generale, massimo grado dell'esercito, e si occupò di mantenere l'ordine pubblico in Georgia e anche al di fuori dello Stato, guerreggiando prima coi Creek nel 1793, poi sopprimendo il tentativo del suo vecchio superiore Elijah Clarke di fondare una repubblica indipendente oltre il fiume Oconee nel 1794, e infine schiacciando una rivolta di schiavi nel 1810. Si mobilitò anche nel 1812 per la nuova guerra contro la Gran Bretagna, ma non fu impegnato in alcuna azione.
Contribuì inoltre nell'amministrazione statale del governatore George Walton, e fu tra i fondatori dell'Università della Georgia. Mentre era ancora in vita, nel 1809 gli venne dedicata la nuova contea di Twiggs. Morì nella sua piantagione nel 1816.